# Álex Blanco
Álex Blanco  (Benidorm, 16 de diciembre de 1998) es un futbolista español que juega de centrocampista en el N. K. Olimpija Ljubljana de la Primera Liga de Eslovenia.

## Trayectoria

### Valencia Mestalla
Álex Blanco pasó de la Academia valencianista a las categorías inferiores del F. C. Barcelona y posteriormente volvió a la cantera del Valencia C. F. Con su filial, el Valencia Mestalla, ha disputado un total de 51 partidos en 2.ª B, en los que ha marcado 11 goles y 7 asistencias. 
Con el primer equipo ché debutó en un amistoso de la pretemporada de 2018 a las órdenes de Marcelino García Toral, pero no debutó en partido oficial hasta el 30 de octubre de 2018, cuando participó en los dieciseisavos de final de la Copa del Rey en La Romareda frente al C. D. Ebro. Fue titular en el partido de vuelta disputado en Mestalla, y meses después el club ganó la competición, motivo por el cual se puede considerar a Álex Blanco uno de los partícipes en la conquista de este título valencianista. 

#### Deportivo Alavés
En el mercado de invierno de enero de 2019 el jugador fue cedido al Deportivo Alavés de Abelardo hasta el final de la temporada 2018-19, haciendo su debut en la máxima competición española en el Santiago Bernabéu jugando 9 minutos contra el Real Madrid. El equipo funcionó y mantuvo sin apuros la categoría, pero el jugador no volvió a contar para el técnico hasta los minutos finales de la última jornada frente al Girona F. C., por lo que no pudo mostrar su fútbol en Vitoria. 

#### Real Zaragoza
En julio de 2019 fue cedido con opción de compra al Real Zaragoza de Víctor Fernández en Segunda División. El 17 de agosto de 2019 hizo su debut en la categoría con el club maño jugando los minutos finales de la 1.ª jornada en La Romareda frente al C. D. Tenerife. Fue usado como revulsivo durante casi todo el campeonato por Víctor Fernández, disfrutando en muy pocas ocasiones de la titularidad. Su estreno goleador llegó en la Copa el 21 de enero de 2020 en la eliminatoria frente al R. C. D. Mallorca. Su primer gol en la Liga fue en la 30.ª jornada frente al Racing de Santander en El Sardinero, y logró otro en la 42.ª, última jornada, frente a la S. D. Ponferradina. El equipo terminó 3.º y se clasificó para disputar el playoff de ascenso, en el que participó Álex Blanco, pero fue eliminado por el Elche C. F. Si el equipo hubiera ascendido a Primera habría ejercido la opción de compra sobre el jugador, pero no fue así, por lo que regresó a Valencia. En total participó en 35 partidos oficiales con el club maño.

### Valencia C. F.
Regresó a Valencia en verano de 2020 con ficha del filial, pero participando desde el inicio de la temporada 2020-21 en el Valencia C. F. de Javi Gracia, que tuvo que recurrir a jóvenes canteranos para completar las carencias en el equipo. Su dorsal fue el 37, y debutó el 29 de septiembre como titular ante la Real Sociedad. Fue en varios momentos una alternativa para el técnico, dándole tres titularidades en Liga y dos en Copa. A finales de enero se le hizo finalmente ficha del primer equipo con el dorsal 16. Su primer gol llegó el 21 de marzo de 2021 en un partido de liga frente al Granada Club de Fútbol.

### Italia y Eslovenia
El 18 de enero de 2022 se desvinculó del equipo valencianista y firmó por lo que quedaba de temporada y dos más con el Como 1907. Allí permaneció un par de años y a finales de enero de 2024 se marchó a la A. C. Reggiana 1919 con un contrato para el resto de la campaña, aunque este sería renovado automáticamente hasta 2025 si el equipo conseguía la permanencia.
En su paso por ambos equipos jugó cincuenta y cinco encuentros en la Serie B y en agosto de 2024 fichó por el N. K. Olimpija Ljubljana.

## Selección
Acumula tres internacionalidades con la selección española sub-17, y fue también convocado con la sub-19. Llegó incluso a ser valorado para dar el salto a la sub-21.

## Clubes
- * Actualizado el 24 de mayo de 2025.

| Club                      | País      | Año       | Partidos | Goles |
| ------------------------- | --------- | --------- | -------- | ----- |
| Valencia C. F. Mestalla   | España    | 2017-2019 | 51       | 11    |
| Valencia C. F.            | España    | 2018      | 2        | 0     |
| Deportivo Alavés (cedido) | España    | 2019      | 2        | 0     |
| Real Zaragoza (cedido)    | España    | 2019-2020 | 35       | 3     |
| Valencia C. F.            | España    | 2020-2022 | 16       | 1     |
| Como 1907                 | Italia    | 2022-2024 | 51       | 4     |
| A. C. Reggiana 1919       | Italia    | 2024      | 4        | 0     |
| N. K. Olimpija Ljubljana  | Eslovenia | 2024-     | 34       | 6     |

## Palmarés

### Títulos nacionales
| Título                    | Club                     | País      | Año     |
| ------------------------- | ------------------------ | --------- | ------- |
| Copa del Rey              | Valencia C. F.           | España    | 2018-19 |
| Primera Liga de Eslovenia | N. K. Olimpija Ljubljana | Eslovenia | 2024-25 |